# Емілі Гейманс
Емілі Гейманс  (англ. Emilie Heymans, 14 грудня 1981) — канадська стрибунка у воду, олімпійська медалістка.

## Виступи на Олімпіадах
| Олімпіада   | Дисципліна                           | Місце |
| ----------- | ------------------------------------ | ----- |
| Сідней 2000 | вишка                                | 5     |
| Сідней 2000 | синхронні стрибки з вишки            | 2     |
| Афіни 2004  | трамплін                             | 10    |
| Афіни 2004  | вишка                                | 4     |
| Афіни 2004  | синхронні стрибки з вишки з трамліна | 7     |
| Афіни 2004  | синхронні стрибки з вишки            | 3     |
| Пекін 2008  | вишка                                | 2     |
| Лондон 2012 | трамплін                             | 12    |
| Лондон 2012 | синхронні стрибки з вишки з трамліна | 3     |